# Швейцарські чилійці
Швейцарські чилійці є громадянами Чилі зі швейцарським походженням. Наразі в країні проживає близько 15 000 громадян Швейцарії, і близько 90 000 з них є нащадками іммігрантів 19 століття.

## Імміграція до Чилі
Через сплутаність з німецькими, італійськими та французькими іммігрантами, фактична кількість швейцарських чилійців може варіюватися від одного джерела до іншого. У 1881 році, що було 28 років після колонізації південного Чилі німцями, спеціальні агентства отримали дозвіл на набір швейцарських емігрантів. Вони прибували в країну у трьох ключових періодах:
| років     | Кількість іммігрантів             | Території заселені                                |
| --------- | --------------------------------- | ------------------------------------------------- |
| 1876-1877 | 119 сімей (з кантону Фрібург)     | Регіон Магаллени                                  |
| 1883-1900 | 36,621 (переважно з кантону Вале) | Південний регіон (Вікторія і Трайген в Арауканії) |
| 1915-1950 | 30 000                            | Центральний регіон (Сантьяго і Вальпараїсо)       |

З квітня 1876 року по травень 1877 року ця група осіб отримала державні земельні гранти, які містили гектари лісів, дібров та заростей в Магалланес-регіоні (Agua Fresca, біля Пунта-Аренас). Ці селяни продовжили процес перетворення регіону в сільськогосподарські землі, придатні для випасу та сільського господарства.

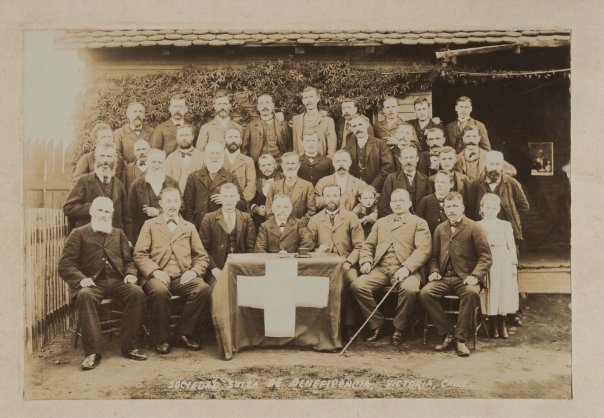
Швейцарське благодійне товариство у Вікторії, регіон Арауканія.

У 1880 році дон Франсиско Де Б. Ечеверріа був призначений на посаду керівника Агентства колонізації та імміграції. Генерал-агент Бенджамін Давіла Ларрейн був довірений вербуванням поселенців.
Після припинення опору корінного населення мапуче у 1880-х роках великі території були передані європейським поселенцям, багато з яких поставали перед економічними труднощами. Уряд Чилі запросив швейцарських емігрантів з умовою, що вони поселяться в Арауканії з метою обробки цієї землі і створення орні землі для землеробства та вирощування худоби. Перший група емігрантів прибула в листопаді 1883 року, і їх успіх визначив подальші можливості для еміграції. Земельні субсидії були виділені для близько 8000 сімей..
Підготовка конвоїв передбачала організацію дієвої мережі. Судноплавні компанії, зокрема англійська "Company of the Pacific, " встановили регулярний маршрут із французького порту Бордо до Вальпараїсо. На цьому маршруті працювали пароплави, такі як Cotopaxi, Potosi, Sorata, The Valparaíso, Aconcagua та Britain, серед інших, які були основними суднами для перевезення швейцарських поселенців.

## Масова імміграція
19 грудня 1883 року вперше прибула велика група іммігрантів, яка складалася з 1311 сімей, і вони висадилися у Вальпараїсо. З 1883 по 1886 роки ці іммігранти були перевезені до Арауканії. Загалом, ця група складалася з 12 602 швейцарців, що становило 7 % загальної кількості швейцарських емігрантів за кордоном. Операція тривала до 1890 року, коли 22 708 швейцарців були розселені в 31 колонії в самому серці Арауканії. На той час 72,7 % емігрантів оселилися в семи найважливіших колоніях: Вікторія, Трайгуен, Фаха Майсан, Темуко, Кіно, Гальваріно, Ерсілла і Пітруфкен.
В період з 1915 по 1950 роки відбувся останній великий потік швейцарських емігрантів до Чилі. Протягом цього часу прибуло 30 000 мешканців, які оселилися в центральному регіоні, переважно в містах Сантьяго та Вальпараїсо.

## Відомі чилійці швейцарського походження
- Ернан Бюкі, економіст, політик
- Жан Філіп Креттон, телеведучий, музикант
- Карен Доггенвейлер, журналістка, телеведуча
- Крістель Кебрих Шімпл, плавчиня
- Стефан Крамер, актор, комік
- Едуардо Фрей Монтальва, президент Чилі (1964—1970)
- Едуардо Фрей Руїс-Тагле, президент Чилі (1994—2000)
- Фернандо Маттеї, колишній головнокомандувач ВПС Чилі
- Евелін Маттеї, міністр
- Феліпе Сеймур, футболіст
- Інгрід Уайлді Меріно, відеохудожник